# Fikret Amirov
Fikret Amirov, istaknuti sovjetski azerbajdžanski skladatelj, narodni umjetnik SSSR-a i dobitnik Lenjinove i Staljinove nagrade. Svoja djela stvarao je pod snažnim utjecajem azerbajdžanskog folklora, napose azerskih narodnih napjeva i arapske melodike. Stvarao je pretežno simfonijska djela i recitale za glasovir.
Skladati je počeo još u pubertetu, a kao devetnaestogodišnjak odlazi na bojište i biva ranjen kod Voronježa, nakon čega se vraća u Baku gdje završava glazbenu akademiju. 
Najpoznatijim djelom postaje mu balet »Tisuću i jedna noć« s izraženom arapsko-azerskom melodikom, za potrebe skladanja kojeg je i putovao Egiptom, Jemenom, Irakom i ostatkom Arabije. Mnoga djela praizvela mu je Houstonska simfonija na čelu sa znamenitim Leopoldom Stokowskim. Obilježja arapskog i azerskog folklora prisutna su i u »Koncertu na arapsku temu za glasovir i orkestar« te »Pjesmi slijepog Arapa« s razvidnim utjecajima Rimski-Korsakova i Hačaturjana.

## Vanjske poveznice
- Popis skladbi